# Mission: Impossible (seria filmów)

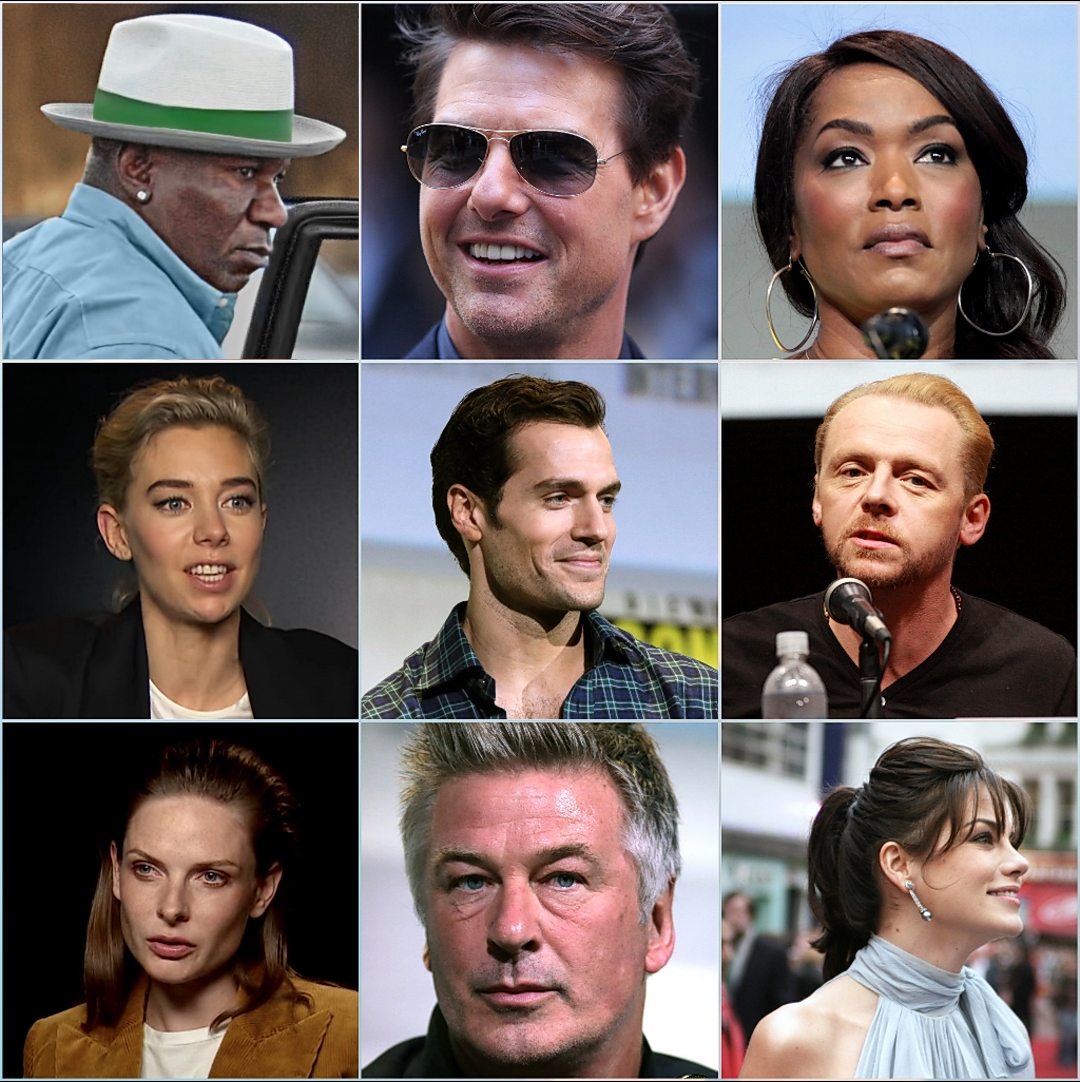
Obsada Mission: Impossible – Fallout

Mission: Impossible – seria amerykańskich filmów sensacyjnych powstałych na podstawie serialu telewizyjnego o tym samym tytule. Filmy stworzono w wytwórni Paramount Pictures i wydano w latach 1996–2025. Wszystkie filmy wyprodukował Tom Cruise, który wcielił się również w postać głównego bohatera.
Seria filmów ukazuje przygody Ethana Hunta, członka Impossible Mission Force, który w każdej części decyduje się wykonać skrajnie trudne misje.

## Obsada
| Postać            | Film                 | Film             | Film                   | Film                  | Film                | Film              | Film                  | Film                       |
| Postać            | M:I (1996)           | M:I II (2000)    | M:I III (2006)         | Ghost Protocol (2011) | Rogue Nation (2015) | Fallout (2018)    | Dead Reckoning (2023) | The Final Reckoning (2025) |
| ----------------- | -------------------- | ---------------- | ---------------------- | --------------------- | ------------------- | ----------------- | --------------------- | -------------------------- |
| Ethan Hunt        | Tom Cruise           | Tom Cruise       | Tom Cruise             | Tom Cruise            | Tom Cruise          | Tom Cruise        | Tom Cruise            | Tom Cruise                 |
| Luther Stickell   | Ving Rhames          | Ving Rhames      | Ving Rhames            | Ving Rhames           | Ving Rhames         | Ving Rhames       | Ving Rhames           | Ving Rhames                |
| Benji Dunn        |                      |                  | Simon Pegg             | Simon Pegg            | Simon Pegg          | Simon Pegg        | Simon Pegg            | Simon Pegg                 |
| Julia Meade       |                      |                  | Michelle Monaghan      | Michelle Monaghan     |                     | Michelle Monaghan |                       |                            |
| Ilsa Faust        |                      |                  |                        |                       | Rebecca Ferguson    | Rebecca Ferguson  | Rebecca Ferguson      |                            |
| Eugene Kittridge  | Henry Czerny         |                  |                        |                       |                     |                   | Henry Czerny          | Henry Czerny               |
| William Brandt    |                      |                  |                        | Jeremy Renner         | Jeremy Renner       |                   |                       |                            |
| Solomon Lane      |                      |                  |                        |                       | Sean Harris         | Sean Harris       |                       |                            |
| Alan Hunley       |                      |                  |                        |                       | Alec Baldwin        | Alec Baldwin      |                       |                            |
| Alanna Mitsopolis |                      |                  |                        |                       |                     | Vanessa Kirby     | Vanessa Kirby         | Vanessa Kirby              |
| Erika Sloan       |                      |                  |                        |                       |                     | Angela Bassett    | Angela Bassett        | Angela Bassett             |
| Gabriel           |                      |                  |                        |                       |                     |                   | Esai Morales          | Esai Morales               |
| Grace             |                      |                  |                        |                       |                     |                   | Hayley Atwell         | Hayley Atwell              |
| Paris             |                      |                  |                        |                       |                     |                   | Pom Klementieff       | Pom Klementieff            |
| Jasper Briggs     |                      |                  |                        |                       |                     |                   | Shea Whigham          | Shea Whigham               |
| Jim Phelps        | Jon Voight           |                  |                        |                       |                     |                   |                       |                            |
| Claire Phelps     | Emmanuelle Béart     |                  |                        |                       |                     |                   |                       |                            |
| Franz Krieger     | Jean Reno            |                  |                        |                       |                     |                   |                       |                            |
| Sarah Davies      | Kristin Scott Thomas |                  |                        |                       |                     |                   |                       |                            |
| Max               | Vanessa Redgrave     |                  |                        |                       |                     |                   |                       |                            |
| Jack Harmon       | Emilio Estevez       |                  |                        |                       |                     |                   |                       |                            |
| Hannah Williams   | Ingeborga Dapkūnaitė |                  |                        |                       |                     |                   |                       |                            |
| Frank Barnes      | Dale Dye             |                  |                        |                       |                     |                   |                       |                            |
| Sean Ambrose      |                      | Dougray Scott    |                        |                       |                     |                   |                       |                            |
| Nyah Nordoff-Hall |                      | Thandie Newton   |                        |                       |                     |                   |                       |                            |
| Hugh Stamp        |                      | Richard Roxburgh |                        |                       |                     |                   |                       |                            |
| Billy Baird       |                      | John Polson      |                        |                       |                     |                   |                       |                            |
| John C. McCloy    |                      | Brendan Gleeson  |                        |                       |                     |                   |                       |                            |
| dr Nekhorvich     |                      | Rade Šerbedžija  |                        |                       |                     |                   |                       |                            |
| Swanbeck          |                      | Anthony Hopkins  |                        |                       |                     |                   |                       |                            |
| Wallis            |                      | William Mapother |                        |                       |                     |                   |                       |                            |
| Ulrich            |                      | Dominic Purcell  |                        |                       |                     |                   |                       |                            |
| Owen Davian       |                      |                  | Philip Seymour Hoffman |                       |                     |                   |                       |                            |
| John Musgrave     |                      |                  | Billy Crudup           |                       |                     |                   |                       |                            |
| Declan Gormley    |                      |                  | Jonathan Rhys Meyers   |                       |                     |                   |                       |                            |
| Lindsey Farris    |                      |                  | Keri Russell           |                       |                     |                   |                       |                            |
| Zhen Lei          |                      |                  | Maggie Q               |                       |                     |                   |                       |                            |
| Brownway          |                      |                  | Eddie Marsan           |                       |                     |                   |                       |                            |
| Theodore Brassel  |                      |                  | Laurence Fishburne     |                       |                     |                   |                       |                            |
| Jane Carter       |                      |                  |                        | Paula Patton          |                     |                   |                       |                            |
| Kurt Hendricks    |                      |                  |                        | Mikael Nyqvist        |                     |                   |                       |                            |
| Anatoly Sidorov   |                      |                  |                        | Władimir Maszkow      |                     |                   |                       |                            |
| Trevor Hanaway    |                      |                  |                        | Josh Holloway         |                     |                   |                       |                            |
| Brij Nath         |                      |                  |                        | Anil Kapoor           |                     |                   |                       |                            |
| Sabine Moreau     |                      |                  |                        | Léa Seydoux           |                     |                   |                       |                            |
| The Secretary     |                      |                  |                        | Tom Wilkinson         |                     |                   |                       |                            |
| Attlee            |                      |                  |                        |                       | Simon McBurney      |                   |                       |                            |
| brytyjski premier |                      |                  |                        |                       | Tom Hollander       |                   |                       |                            |
| August Walker     |                      |                  |                        |                       |                     | Henry Cavill      |                       |                            |

## Twórcy
| Rok produkcji | Film                                      | Reżyseria             | Produkcja                                               | Scenariusz                                                                      | Muzyka                   | Montaż                         | Zdjęcia            |
| ------------- | ----------------------------------------- | --------------------- | ------------------------------------------------------- | ------------------------------------------------------------------------------- | ------------------------ | ------------------------------ | ------------------ |
| 1996          | Mission: Impossible                       | Brian De Palma        | Tom Cruise Paula Wagner                                 | Scenariusz: David Koepp, Robert Towne Historia: David Koepp, Steven Zaillian    | Danny Elfman             | Paul Hirsch                    | Stephen H. Burum   |
| 2000          | Mission: Impossible II                    | John Woo              | Tom Cruise Paula Wagner                                 | Scenariusz: Robert Towne Historia: Ronald D. Moore i Brannon Braga              | Hans Zimmer              | Steven Kemper Christian Wagner | Jeffrey L. Kimball |
| 2006          | Mission: Impossible III                   | J.J. Abrams           | Tom Cruise Paula Wagner                                 | Alex Kurtzman, Roberto Orci i J.J. Abrams                                       | Michael Giacchino        | Maryann Brandon Mary Jo Markey | Dan Mindel         |
| 2011          | Mission: Impossible – Ghost Protocol      | Brad Bird             | Tom Cruise J.J. Abrams Bryan Burk                       | Josh Appelbaum i André Nemec                                                    | Michael Giacchino        | Paul Hirsch                    | Robert Elswit      |
| 2015          | Mission: Impossible – Rogue Nation        | Christopher McQuarrie | Tom Cruise J.J. Abrams Bryan Burk David Ellison         | Scenariusz: Christopher McQuarrie Historia: Christopher McQuarrie i Drew Pearce | Joe Kraemer              | Eddie Hamilton                 | Robert Elswit      |
| 2018          | Mission: Impossible – Fallout             | Christopher McQuarrie | Tom Cruise J.J. Abrams Christopher McQuarrie Jake Myers | Christopher McQuarrie                                                           | Lorne Balfe              | Eddie Hamilton                 | Rob Hardy          |
| 2023          | Mission: Impossible – Dead Reckoning      | Christopher McQuarrie | Tom Cruise Christopher McQuarrie                        | Christopher McQuarrie                                                           | Lorne Balfe              | Eddie Hamilton                 | Fraser Taggart     |
| 2025          | Mission: Impossible – The Final Reckoning | Christopher McQuarrie | Tom Cruise Christopher McQuarrie                        | Christopher McQuarrie i Erik Jendresen                                          | Max Aruj i Alfie Godfrey | Eddie Hamilton                 | Fraser Taggart     |

## Odbiór krytyków
| Nr | Film                                      | Rotten Tomatoes    | Metacritic       |
| -- | ----------------------------------------- | ------------------ | ---------------- |
| 1  | Mission: Impossible                       | 65% (159 recenzji) | 59 (29 recenzji) |
| 2  | Mission: Impossible II                    | 57% (211 recenzji) | 59 (40 recenzji) |
| 3  | Mission: Impossible III                   | 73% (247 recenzji) | 66 (42 recenzje) |
| 4  | Mission: Impossible - Ghost Protocol      | 94% (251 recenzji) | 73 (47 recenzji) |
| 5  | Mission: Impossible - Rogue Nation        | 94% (327 recenzji) | 75 (46 recenzji) |
| 6  | Mission: Impossible – Fallout             | 98% (444 recenzje) | 87 (60 recenzji) |
| 7  | Mission: Impossible – Dead Reckoning      | 96% (437 recenzji) | 81 (66 recenzji) |
| 8  | Mission: Impossible – The Final Reckoning | 80% (420 recenzji) | 67 (57 recenzji) |